# Ičidži Otani
Ičidži Otani (japonsko 大谷 一二), japonski nogometaš, * 31. avgust 1912, Hjogo, Japonska, † 23. november 2007.
Za japonsko reprezentanco je odigral tri uradne tekme.